# Scopula nigristellata
Scopula nigristellata là một loài bướm đêm trong họ Geometridae.